# 干貝

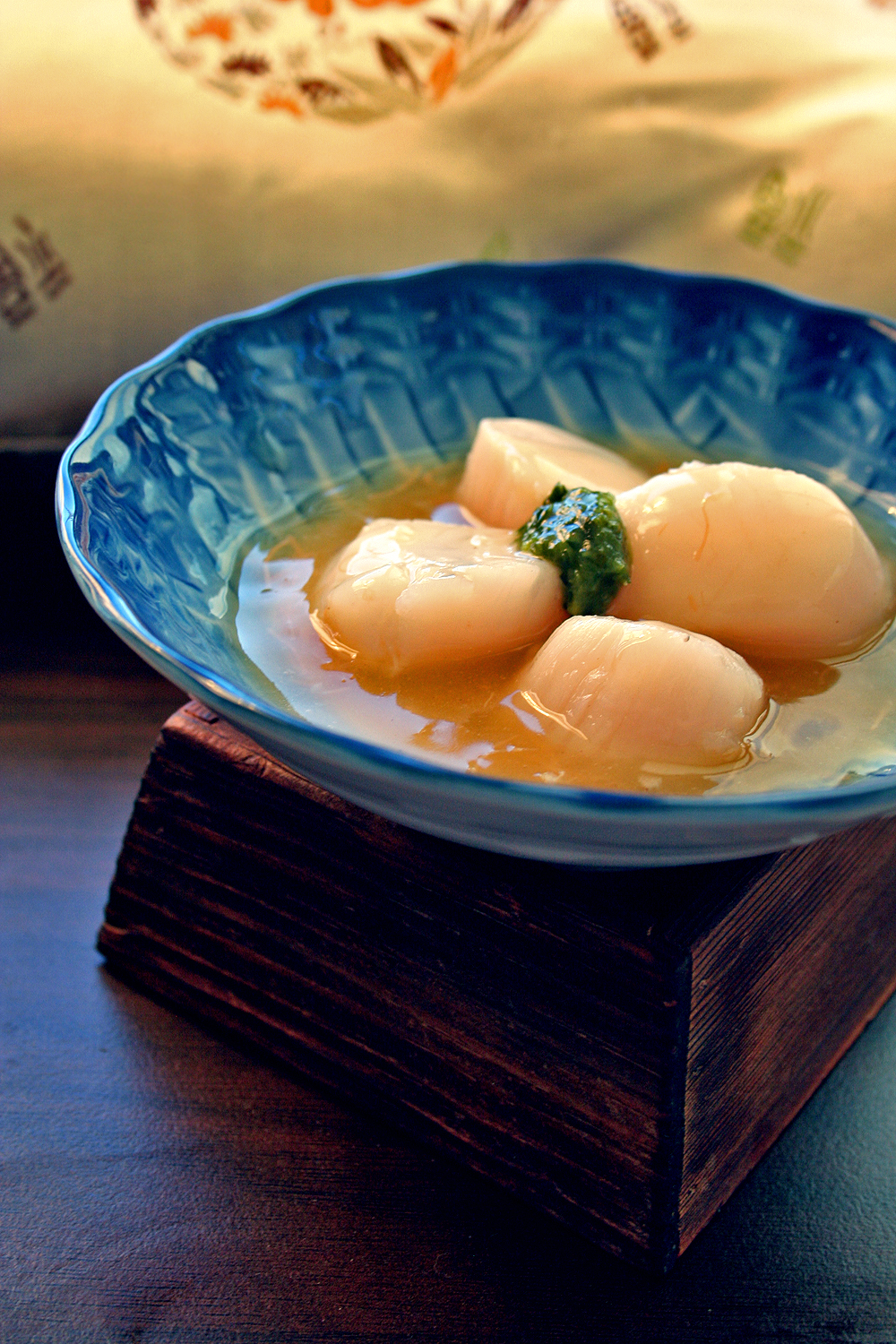
高湯干貝小菜

干贝（另称甘貝、玉珧、元貝、珧柱、江珧柱、瑤柱、江瑤柱、乾瑤柱等）为一种海鲜食品原料，由瓣鳃纲异柱目扇贝科和江珧科贝类动物的后闭壳肌曬乾後醃製而成。由於其為干燥脫水食品，烹调前必須先用水涨发。
常见品种有：
- 中国大陸地区的栉孔扇贝（Chlamys farreri），目前已有人工养殖；
- 栉江珧（Atrina pectinata linnaeus），个小，味道较淡；
- 原产日本的蝦夷盤扇貝（Patinopecten yessoensis，即帆立貝），味道比较浓重。

干貝呈圆柱形，色泽乳白，味道鲜中带甜。在中国菜中，新鲜的江珧一般用来蒸、炒、爆等。涨发后的干贝可用烧、烩、蒸或制作汤。
张辰亮在《海错图笔记·二》中提到，瑶柱二字由珧柱演变而来，至少在晋朝前如此。